# Sitarganj
Sitarganj è una suddivisione dell'India, classificata come municipal board, di 21.943 abitanti, situata nel distretto di Udham Singh Nagar, nello stato federato dell'Uttarakhand. In base al numero di abitanti la città rientra nella classe III (da 20.000 a 49.999 persone).

## Geografia fisica
La città è situata a 28° 55' 60 N e 79° 42' 0 E e ha un'altitudine di 197 m s.l.m..

## Società

### Evoluzione demografica
Al censimento del 2001 la popolazione di Sitarganj assommava a 21.943 persone, delle quali 11.547 maschi e 10.396 femmine. I bambini di età inferiore o uguale ai sei anni assommavano a 3.874, dei quali 2.072 maschi e 1.802 femmine. Infine, coloro che erano in grado di saper almeno leggere e scrivere erano 11.877, dei quali 7.044 maschi e 4.833 femmine.